# Tomas Tranströmer
Tomas Gösta Tranströmer (pronunțat [ˌtʊmːas ˈtɹɑːnstɹœməɹ]; n. 15 aprilie 1931, Stockholm, Suedia – d. 26 martie 2015, Stockholm, Suedia) a fost poet, traducător și psiholog suedez. Este unul din cei mai traduși poeți suedezi, opera sa fiind tradusă în aproximativ cincizeci de limbi.
În anul 2011 i-a fost decernat Premiul Nobel pentru Literatură cu motivarea juriului fiind, „fiindcă prin imaginile sale condensate, diafane, ne oferă un acces proaspăt la realitate”.

## Biografie
Tranströmer s-a născut la Stockholm ca fiu al unui redactor de ziar. După ce a studiat psihologia a lucrat la Institutul de Psihologie al Universității din Stockholm, iar în anii 1960-1970 a fost psiholog de închisoare sau angajat la o școală de corecție din localitatea Roxtuna, de lângă Linköping. Din 1980 a lucrat ca psiholog la Arbetsmarknadsinstitutet (Institutul de Abilitate Ocupațională).
Deja de la debutul său cu colecția 17 dikter din 1954, Tranströmer a fost considerat un tânăr geniu al poeziei, cu un limbaj caracteristic.
La începutul anilor 1990 Tranströmer a suferit un infarct cerebral care a dus la o paralizie a părții drepte a corpului. 
Datorită faptului că este și un pianist talentat, limbajul lui face uneori și referințe la muzică, atât la cea clasică cât și la jazz.

## Activitatea poetică
Împreună cu Lars Forssell și cu Östen Sjöstrand, este considerat ca fiind unul dintre membrii „cincizeciștilor” (femtiotalspoeterna), precursorii modernismului târziu din Suedia.

## Opere
- 1954 — 17 dikter (17 poezii) - volum de poezii,
- 1958 — Hemligheter på vägen (Secrete pe drum) - poezii,
- 1962 — Den halvfärdiga himlen (Cerul terminat pe jumătate) - poezii,
- 1966 — Klanger och spår (Sunete și urme) - poezii,
- 1967 — Kvartett (Cvartet), 1967 (poeziile celor 4 volume precedente)
- 1970 — Mörkerseende (Vedere nocturnă) - poezii,
- 1973 — Stigar (Poteci) - poezii,
- Östersjöar (Mări Baltice), poezii, 1974
- Sanningsbarriären (Bariera adevărului), poezii, 1978
- Dikter 1954-78, 1979 (din volumul "Den svenska lyriken")
- 1980 — PS, diktsamling, (tipărire bibliofilă, n-a fost pus în vânzare)
- Det vilda torget (Piața sălbatică), poezii, 1983
- Dikter (Poezii), 1984 (ediție de buzunar)
- För levande och döda (Pentru cei vii și cei morți), poezii, 1989
- Dikter. Från "17 dikter" till "För levande och döda", 1990 (ediție de buzunar, republicată în 1997)
- Minnena ser mig (Amintirile mă văd), 1993, autobiografie
- 1996 — Sorgegondolen (Gondola tristeții) - poezii,
- 2001 — Fängelse: nio haikudikter från Hällby ungdomsfängelse (1959), (Închisoare: nouă poezii haiku din închisoarea pentru minori Hällby) - poezii,
- 2004 — Den stora gåtan (Marea enigmă) - poezii,

## Premii și distincții
- FiB:s lyrikpris, 1956
- Aftonbladets litteraturpris, 1958
- Bellmanpriset, 1966
- Sveriges Radios Lyrikpris, 1973
- Övralidspriset, 1975
- Frödingstipendiet, 1978
- Samfundet De Nios stora pris, 1979
- Kellgrenpriset, 1981
- Petrarcapriset, 1981
- Litteraturfrämjandets stora pris, 1982
- Aniara-priset, 1985
- Ferlinpriset, 1987
- Pilotpriset, 1988
- Nordiska rådets litteraturpris, 1990]] (pentru, För levande och döda)
- Premiul European, Vrsac, Iugoslavia, 1990
- Neustadtpriset, 1990
- Svenska Akademiens nordiska pris, 1991
- Gustaf Fröding-sällskapets lyrikpris, 1995
- Augustpriset, 1996 (pentru Sorgegondolen)
- LRF:s litteraturpris, 1997
- Jan Smrekpriset, 1998
- Samfundet De Nios stora pris, 2001
- Cununa de Aur, Serile de Poezie de la Struga, Macedonia, 2003
- The Griffin Trust, Lifetime Recognition Award 2007
- Premiul Nobel pentru Literatură, 2011